# Surat (Queensland)
Surat ([səˈræt]IPA) je malé vesnické město ležící na řece Balonne River přibližně 75 km jižně od města Roma na státní silnici Carnarvon Highway a 450 km západně od Brisbane. V roce 2006 žilo v Suratu 436 lidí.
Oblast byla poprvé zmapována průzkumníkem generálem Thomasem Mitchellem v roce 1846. Na konci roku 1849 sem pronikli pastevečtí hospodáři, pro které Mitchell pověřil inspektora jménem Burrowes vybrat pozemek pro městys na řece Balone River. Město bylo pojmenováno Surat po jeho bývalém sídle v provincii Madras v Indii.
Jižně od města se nacházejí ropná pole.